# Tom Skerritt
Tom Skerritt, född 25 augusti 1933 i Detroit, Michigan, är en amerikansk skådespelare.
Skerritt har medverkat i över 40 långfilmer och många TV-serier sedan 1962. Bland annat har han medverkat i M*A*S*H (1970), Alien (1979 - där han spelade rymdskeppet Nostromos kapten Dallas, Top Gun (1986) - där han spelade Tom Cruises mentor och Där floden flyter fram (1992) - där han spelade predikanten och fadern till Craig Sheffer och Brad Pitt.
Han vann 1993 en Primetime Emmy Award "bästa manliga huvudroll i en dramaserie" för rollen i Småstadsliv Skerritt erhöll även två Golden Globe-nomineringar för samma roll.

## Filmografi i urval
- 1963 – Alfred Hitchcock presenterar (TV-serie) (1 avsnitt)
- 1964–1973 – Bröderna Cartwright (TV-serie) (2 avsnitt)
- 1964 – Min vän från Mars (TV-serie) (1 avsnitt)
- 1965–1972 – Krutrök (TV-serie) (5 avsnitt)
- 1965–1966 – Jagad (TV-serie) (2 avsnitt)
- 1968 – Cimarron Strip (TV-serie) (1 avsnitt)
- 1970 – Hawaii Five-O (TV-serie) (1 avsnitt)
- 1970 – M*A*S*H
- 1971–1975 – Cannon (TV-serie) (3 avsnitt)
- 1978 – Baretta (TV-serie) (1 avsnitt)
- 1979 – Alien
- 1983 – Dead Zone
- 1986 – Egen lag
- 1986 – Top Gun
- 1986 – Äventyr i bukten (TV-serie) (1 avsnitt)
- 1987 – Med livet som insats
- 1987–1988 – Skål (TV-serie) (TV-serie) (6 avsnitt)
- 1988 – Poltergeist III
- 1989 – Blommor av stål
- 1990 – The Rookie - Nykomlingen
- 1992 – Där floden flyter fram
- 1992 – Singles
- 1992 – Sista draget
- 1992–1996 – Småstadsliv (TV-serie) (87 avsnitt)
- 1997 – Chicago Hope (TV-serie) (1 avsnitt)
- 1997 – Kontakt
- 1999 – Den första kärleken
- 2002 – Path to War (TV-serie) (3 avsnitt)
- 2002 – Will & Grace (TV-serie) (1 avsnitt)
- 2003 – Tears of the Sun
- 2003 – Vita huset (TV-serie) (1 avsnitt)
- 2004 – Law & Order: Special Victims Unit (TV-serie) (1 avsnitt)
- 2006–2008 – Brothers & Sisters (TV-serie) (5 avsnitt)
- 2006 – I ondskans våld
- 2006 – Mammoth
- 2007 – Död zon (TV-serie) (1 avsnitt)
- 2009 – Whiteout
- 2010 – The Closer (TV-serie) (1 avsnitt)
- 2012 – Ted (som sig själv)
- 2012 – White Collar (TV-serie) (1 avsnitt)
- 2014 – The Good Wife (TV-serie) (2 avsnitt)
- 2015 – Madam Secretary (TV-serie) (1 avsnitt)